# 篠田康雄
篠田 康雄（しのだ やすお、1908年〈明治41年〉1月3日 - 1997年〈平成9年〉2月1日）は日本の神職。神社本庁総長、熱田神宮宮司、皇學館大学理事長、同総長などを歴任した。

## 略歴
1908年 三重県宇治山田市（現伊勢市）に篠田幸雄（神宮禰宜）の三男として出生。1930年 神宮皇學館本科を卒業と同時に国幣大社多度神社に奉職。その後、1932年別格官幣社北畠神社主典、1933年官幣大社多賀神社主典を経て1939年官幣大社熱田神宮禰宜となる。1942年同神宮権宮司に就任。1945年に神道指令により官制職廃止。引き続き権宮司として長谷外余男宮司（当時）を助け熱田神宮戦災復興を成し遂げ1964年熱田神宮宮司に任命され1986年まで在職し名誉宮司となり1997年逝去した。
また一方で戦後の神社本庁・神社庁においては1946年愛知県神社庁設立に伴い副庁長となり、1950年神社本庁理事、1959年神社本庁常任理事、1964年愛知県神社庁長を歴任。
1974年、神社本庁事務総長に就任（1976年に「事務総長」は「総長」に改称）。1983年迄の3期9年の長きに亘りその地位にあり「神社本庁憲章」の制定、神社関係出身有識者懇談会の結成、神職の生涯教育・後継者養成のため中央研修所を設置する等、多くの施策を実施完遂した。総長を退任後は神社本庁常任顧問となり、1984年には長老の称号と鳩杖が贈られた。
1981年10月27日、「元号法制化実現国民会議」を改組する形で、「日本を守る国民会議」の結成式が行われた。篠田は井深大や宇野精一らとともに結成式の呼びかけ人に名を連ねた。
神道指令により廃絶された母校である国立神宮皇學館大學の再興に情熱を捧げ、1962年には私立皇學館大学として復活をさせる。1982年には同大学理事長、1992年には総長となった。

## 関連図書

### 著書
- 『熱田神宮』　学生社＜日本の神社シリーズ＞　1968年
- 『緑陰隻語』　熱田神宮宮庁　1985年

### 追悼文集
- 『追想』　篠田康雄大人命を偲ぶ会　1999年